# Cantonul Bourbonne-les-Bains
Cantonul Bourbonne-les-Bains este un canton din arondismentul Langres, departamentul Haute-Marne, regiunea Champagne-Ardenne, Franța.

## Comune
| Comune                | Populație (1999) | Cod poștal | Cod INSEE |
| --------------------- | ---------------- | ---------- | --------- |
| Aigremont             | 18               | 52400      | 52002     |
| Bourbonne-les-Bains   | 2.495            | 52400      | 52060     |
| Coiffy-le-Haut        | 132              | 52400      | 52136     |
| Damrémont             | 187              | 52400      | 52164     |
| Enfonvelle            | 104              | 52400      | 52185     |
| Fresnes-sur-Apance    | 170              | 52400      | 52208     |
| Larivière-Arnoncourt  | 158              | 52400      | 52273     |
| Melay                 | 282              | 52400      | 52318     |
| Montcharvot           | 36               | 52400      | 52328     |
| Parnoy-en-Bassigny    | 310              | 52400      | 52377     |
| Le Châtelet-sur-Meuse | 188              | 52400      | 52400     |
| Serqueux              | 463              | 52400      | 52470     |